# 모토로라 모토액티브
모토액티브(Motoactv)는 모토로라 모빌리티에서 제조/판매하는 안드로이드 스마트워치다.
2011년 10월 18일 모토로라 모빌리티의 제품 소개 이벤트에서 공개하여, 2011년 11월 6일에 출시한 스마트워치다.